# Penicillium raistrickii
Penicillium raistrickii är en svampart som beskrevs av G. Sm. 1933. Penicillium raistrickii ingår i släktet Penicillium och familjen Trichocomaceae.   Inga underarter finns listade i Catalogue of Life.